# Gigantes de Carolina
Los Gigantes de Carolina son un equipo de béisbol participante en la Liga de Béisbol Profesional de Puerto Rico con sede en Carolina en el Estadio Roberto Clemente Walker. En la temporada 05-06 de la Liga de Béisbol Profesional de Puerto Rico le ganaron a Los Leones de Ponce para coronarse campeones, en la temporada 06-07 luego de una serie regular de altas y bajas pudieron defender su campeonato venciendo a Los Lobos de Arecibo. En la temporada de regreso del puertorriqueño 2007-2008, los Gigantes pasaron por una de las peores temporadas terminando último en la tabla de posiciones.
Récord de Victorias y Derrotas
301-318 .486

## Títulos Obtenidos
Palmarés Local
2 Títulos Locales
- 2005/2006 · 2006/2007

Serie del Caribe
Títulos del Caribe
- Ninguno